# Kwiek
Kwiek – polskie nazwisko. Na początku lat 90. XX wieku w Polsce nosiły je 1889 osoby, według nowszych, internetowych oparty danych liczba jest 2220. Nazwisko może pochodzić od rzeczownika kwiek "ćwiek, gwóźdź" lub czasownika kwiekać "być rozszczepionym". To po raz pierwszy odnotowano w Polsce w 1651 roku.

## Znane osoby noszące to nazwisko
- Aleksander Kwiek (ur. 1983) – polski piłkarz;
- Marcos Kwiek (ur. 1967) – brazylijski trener siatkarski;
- Marek Kwiek (1913–1962) – polski akustyk.
- Marek Kwiek (ur. 1966) – polski filozof;
- Paweł Kwiek (ur. 1951) – polski artysta współczesny, fotograf i operator filmowy;
- Przemysław Kwiek (ur. 1945) – polski artysta współczesny, rzeźbiarz, appearancer.